# Chalter
Der Chalter war ein pommersches Kohlenmaß. Steinkohlen wurden so berechnet
- 1 Chalter = 18 Tonnen = 135,590 Pariser Kubikzoll = 2686 17/20 Litre

In Stettin teilte man den Chalter in 54 alte Scheffel, nach der Einführung des preußischen Maßsystems schrumpfte das Maß auf nur noch 4 Scheffel. Die anderen Maße änderten sich so:
- 1 Chalter = 12 oder 13,5 Tonnen (preuß.) = 148,620 Pariser Kubikzoll = 2964 8/9 Litre

Das schwedische Steinkohlenmaß hieß Chalder (Schreibweise mit „d“) und hatte 20 Tonnen.